# عبد الله الزاخر
عبد الله الزاخر هو من رجالات النهضة العربية وأول من إنشاء مطبعة تطبع باللغة العربية عام 1734م. وكان يتمتع بموهبة الرسم إذ قام برسم الكثير من الوجوه. كما أنه رسم نفسه من خلال انعكاس صورته على الماء. إضافة إلى تميزه بالعطاء والبحث وحب المعرفة.

## أصله
هو الشماس عبد الله بن زكريا الزاخر ولد العام 1684 في حلب. جاء إلى لبنان بعد أن تعرّضَ أبناء عائلته للاضطهاد. وقد اختار دير مار يوحنّا الصابغ ليعيش فيه. لقب بالـ«شماس» لأنه «ابن الكنيسة» وأطلق عليه اسم الزاخر نظرًا للعطاءات التي قدّمها. وتابع في الدير مهنة الصياغة التي تعلّمها من عائلته بطريقة مختلفة بالحفر على الخشب. ومنها جاءته فكرة المطبعة كي يوصل المعرفة المكتوبة إلى الرهبان في الكنيسة وإلى الناس. وبعد أن عاش في الدير طوال حياته مات ودفن فيه وكان أول من يُدْفَن داخله رغم أنه لم يكن راهبًا.

## المطبعة
صنع الزاخر كل أدوات المطبعة من حروف ومكابس بيديه من مواد موجودة حول الدير إلا الورق. فاستخدم الخشب من الأشجار حوله، وكان يصنع الحبر من الأعشاب وورق الشجر ورغم مرور الوقت فإن هذا الحبر ما زال كما هو ولم يجف أو يمحِّ عن الكتب. وكانت الأحرف مصنوعة إمَّا من الرصاص أو الخشب.